# Юрьевское сельское поселение (Кемеровская область)
Ю́рьевское се́льское поселе́ние — муниципальное образование в Топкинском районе Кемеровской области. Административный центр — деревня Малый Корчуган.

## История
Юрьевское сельское поселение образовано 17 декабря 2004 года в соответствии с Законом Кемеровской области № 104-ОЗ.

## Население
| 2010  | 2011  | 2012  | 2013  | 2014  | 2015  | 2016  |
| ----- | ----- | ----- | ----- | ----- | ----- | ----- |
| 1225  | ↘1224 | ↘1209 | ↗1213 | ↗1233 | ↘1216 | ↘1209 |
| 2017  | 2018  | 2019  |       |       |       |       |
| ↘1208 | ↘1173 | ↘1169 |       |       |       |       |

## Состав сельского поселения
| № | Населённый пункт | Тип населённого пункта          | Население |
| - | ---------------- | ------------------------------- | --------- |
| 1 | Большой Корчуган | деревня                         | 222       |
| 2 | Бурухино         | деревня                         | 7         |
| 3 | Малый Корчуган   | деревня, административный центр | 500       |
| 4 | Мокроусовский    | посёлок                         | 344       |
| 5 | Цыпино           | деревня                         | 152       |